# Hexatoma (Eriocera) vidua
Hexatoma (Eriocera) vidua is een tweevleugelige uit de familie steltmuggen (Limoniidae). De soort komt voor in het Oriëntaals gebied.